# Quartaia
Quartaia (già Quartaja) è una frazione del comune italiano di Colle di Val d'Elsa, nella provincia di Siena, in Toscana.

## Geografia fisica
Sorge sulla strada che da Colle di Val d'Elsa conduce a Casole d'Elsa. Quartaia è posta sul tratto della Via Francigena percorso da Sigerico, ora divenuto variante paesaggistica che transita fra boschi e tratturi campestri,  e che si ricongiunge a Gracciano con il tratto cittadino. Nelle immediate vicinanze della frazione di Quartaia sono stati fatti dei ritrovamenti archeologici che testimoniano l'esistenza di un abitato già in epoca etrusca.

## Storia
È stata infatti rinvenuta una fornace etrusca di epoca ellenistica che faceva forse parte di un centro artigianale. La fornace è stata ricostruita a cura del Gruppo archeologico colligiano ed è attualmente esposta presso il Museo archeologico Ranuccio Bianchi Bandinelli di Colle di Val d'Elsa.
La frazione faceva già parte del territorio colligiano già a partire dagli inizi del XII secolo.

## Monumenti e luoghi d'nteresse
A Quartaia sorge la chiesa dei Santi Jacopo e Filippo. Di origine romanica, la chiesa faceva parte del sistema delle pievi del territorio della Valdelsa allora sottoposto alla diocesi di Volterra. Nel Sinodo Volterrano del 1356 essa è citata sotto il titolo di San Cerbone e soltanto più tardi assunse il titolo dei Santi Jacopo e Filippo e divenne chiesa parrocchiale della piccola comunità di Quartaia.

## Cultura
A Quartaia è attiva l'Accademia dei Rintronati che si occupa di arte e cultura oltre a conservare le vecchie tradizioni. La compagnia infatti mette in scena rappresentazioni teatrali in teatro dialettale con attori non professionisti e tramanda l'arte dell'ottava rima e del Bruscello.

## Galleria d'immagini

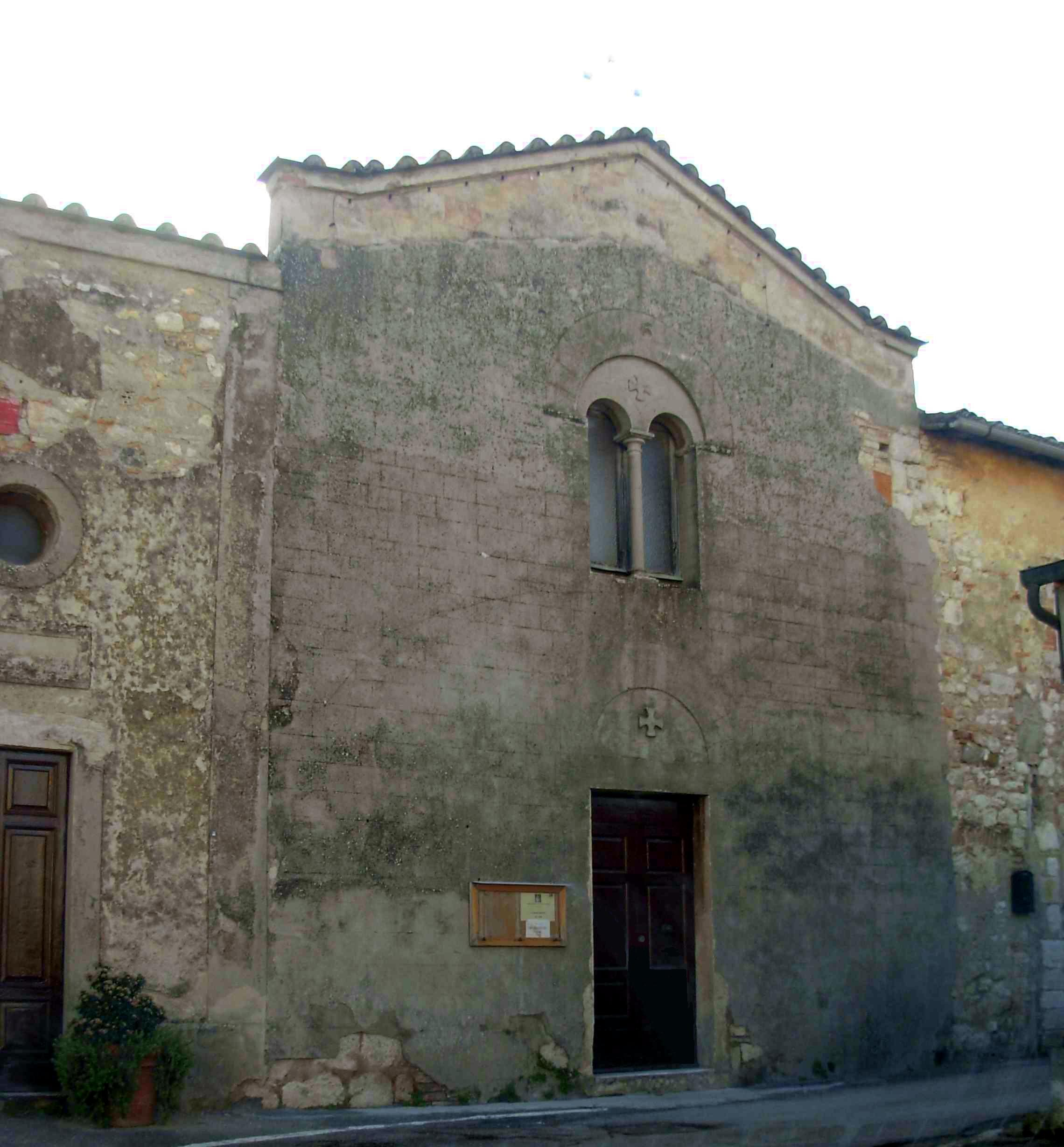
La chiesa dei Santi Jacopo e Filippo (2008)
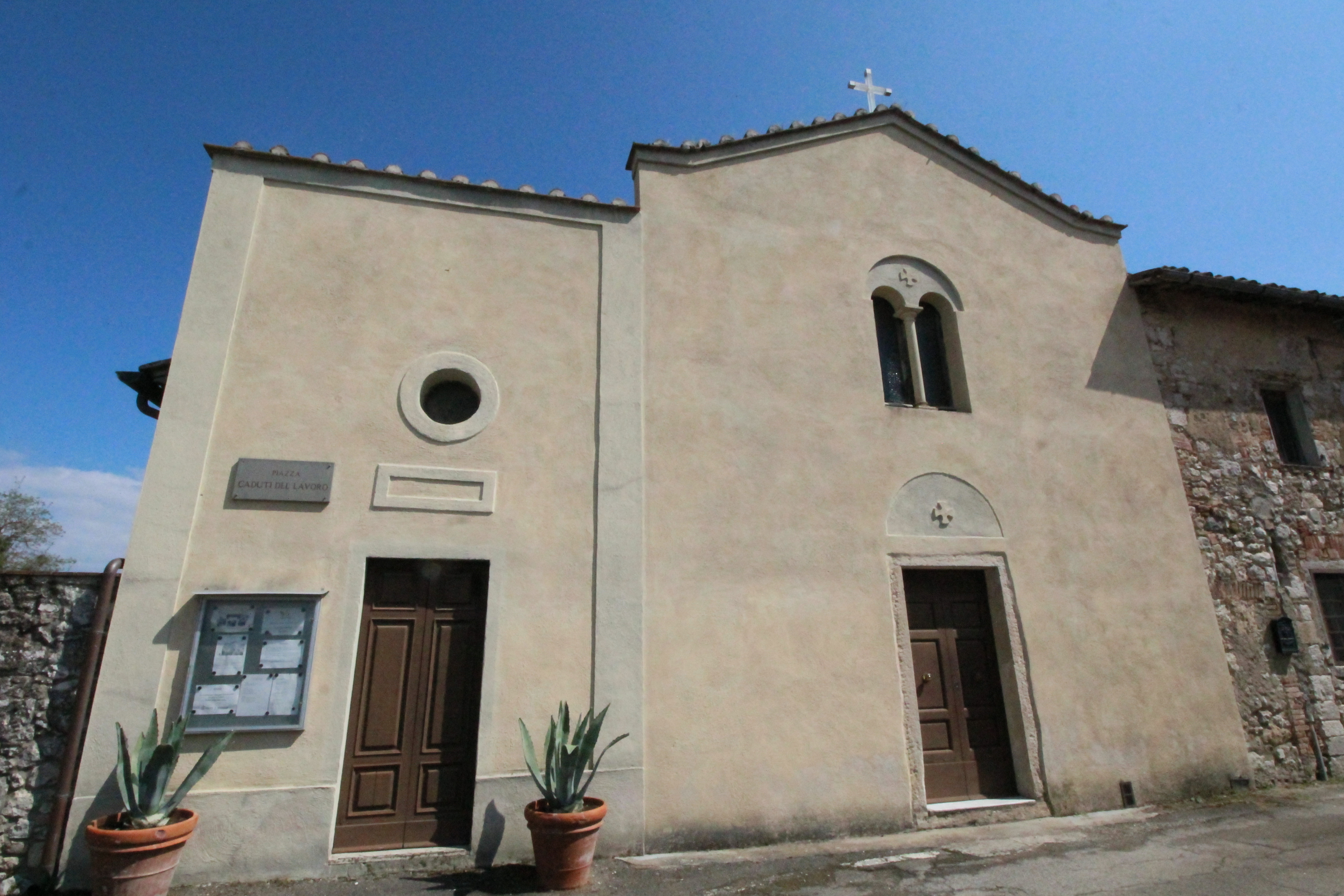
La chiesa dei Santi Jacopo e Filippo (2017)
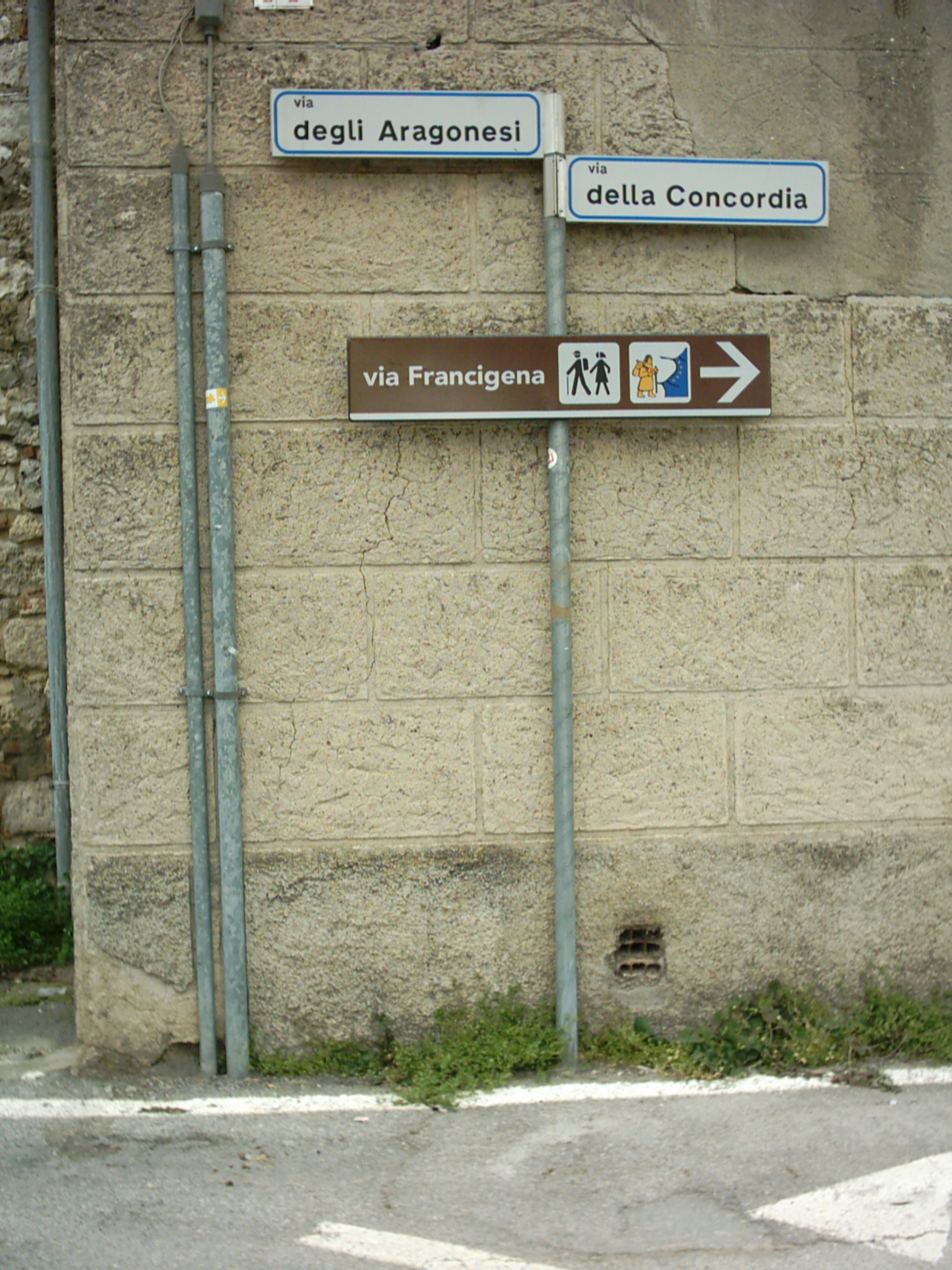
Cartello che indica la Via Francigena
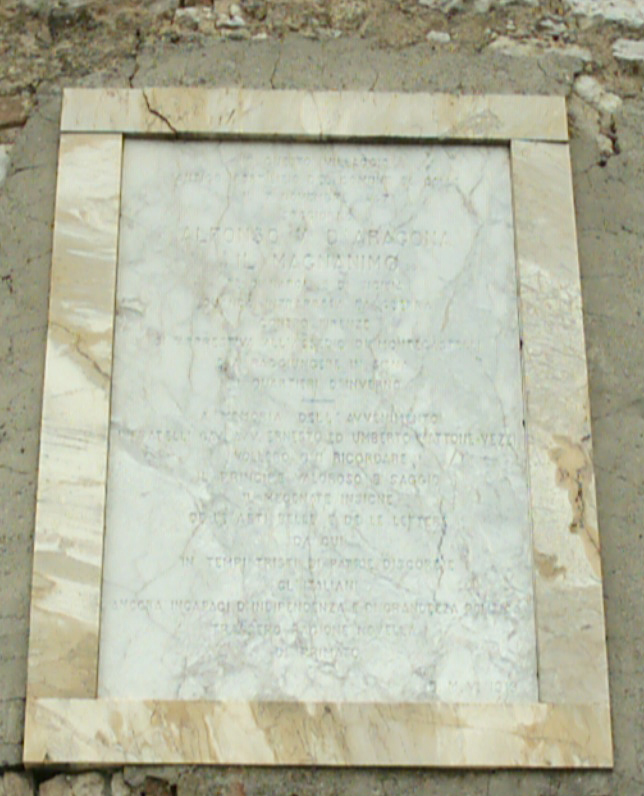
Targa che attesta la presenza degli Aragonesi a Quartaia